# Hemipenthes pauper
Hemipenthes pauper är en tvåvingeart som först beskrevs av Becker 1916.  Hemipenthes pauper ingår i släktet Hemipenthes och familjen svävflugor. Inga underarter finns listade i Catalogue of Life.